# Обути, Кэйдзо
Кэйдзо Обути (яп. 小渕恵三 Обути Кэйдзо:; 25 июня 1937 — 14 мая 2000) — японский государственный деятель, двенадцать раз избиравшийся в нижнюю палату парламента Японии. С 30 июля 1998 по 5 апреля 2000 года занимал пост премьер-министра.

## Ранняя жизнь
Обути родился в Наканодзё близ Токио в семье политического деятеля, владельца ткацкой фабрики. В возрасте 13 лет перешёл на учёбу в частную среднюю школу Токио, а в 1958 году поступил на обучение в Университет Васэда, где стал изучать историю английской литературы в надежде стать писателем. В мае того же года его отец, Кохэй Обути, после девяти лет усилий вернул себе место депутата в палате представителей, однако спустя три месяца скоропостижно скончался. Тогда студент Кэйдзо Обути твёрдо решил продолжить дело отца и стать политиком. Ради будущей карьеры он вступил в клуб Юбэнкай, который открывал дорогу к карьере многим молодым политикам Японии.

## Политическая карьера
В ноябре 1963 года в возрасте 26 лет Обути был избран в парламент от Либерально-демократической партии (ЛДП), став самым молодым членом парламента Японии. С этого момента он ни разу не проиграл выборы в палату представителей от своей префектуры Гумма. В 1970 году Обути был назначен заместителем министра почты и телекоммуникаций. Затем он также занимал посты парламентского зам. министра строительства, заместителя начальника Канцелярии премьер-министра, выполнял функции специального посланника премьер-министра в ряде стран Юго-Восточной Азии. В 1979 году Обути получил свою первую должность: он был назначен начальником Канцелярии премьер-министра и одновременно начальником Управления развития Окинавы. В 1991 он был избран генеральным секретарём ЛДП, а в 1994 году стал её вице-председателем. В 1997 году Рютаро Хасимото назначил его на пост министра иностранных дел, где Обути участвовал в переговорах с Россией по вопросу о проблеме принадлежности Курильских островов, а также в переговорах по поводу объединения Кореи.
В июле 1998 года, после отставки Хасимото, стал лидером ЛДП, а затем, решением нижней палаты парламента, — премьер-министром. В новой должности Обути сфокусировался на двух задачах: подписании мирного договора с Россией и восстановлении японской экономики. В сентябре 1999 года он был вновь избран лидером ЛДП, тем самым продлив свой срок пребывания на посту премьер-министра.
В начале апреля 2000 года Обути перенёс тяжёлый инсульт и был доставлен в токийский госпиталь Дзюнтэндо. Вечером того же дня он потерял сознание. Несмотря на все усилия врачей, вывести из комы его не удалось. Кэйдзи Обути скончался 14 мая, совсем немного не дожив до своего 63-летия.
Обути считается жертвой трудоголизма (кароси), поскольку за 20 месяцев пребывания на своём посту имел всего три выходных дня и трудился не меньше чем 12 часов в сутки.

## Личная жизнь
В 1963 году Обути женился на экологической эссеистке Сидзуко Оно. Их познакомил Томисабуро Хасимото, член парламента и родственник премьер-министра Рютаро Хасимото. У них был сын и две дочери. Младшая дочь Юко Обути (род. 1973) занялась политикой и в 2000 году прошла в парламент.
Обути был большим поклонником творчества исторического романиста Рётаро Сиба. Также он был большим поклонником политика Сакамото Рёмы, одной из ключевых фигур реставрации Мэйдзи. Обути собирал фигурки быков (он был рождён в год быка по китайскому гороскопу). Он начал собирать коллекцию в 1963 году в ходе первоначального избрания в Парламент и спустя 35 лет его коллекция насчитывала тысячи образцов. Обути также увлекался айкидо и игрой в гольф.